# Nås
Nås è un'area urbana della Svezia situata nel comune di Vansbro, contea di Dalarna.
La popolazione rilevata nel censimento 2010 era di 417 abitanti .